# Sentosa Express
Il Sentosa Express è una ferrovia monorotaia di Singapore. Essa collega l'area residenziale costiera di Bukit Merah all'isola di Sentosa, famosa località balneare locale.

## Storia
La costruzione della linea è iniziata nel giugno del 2003 ed i lavori sono terminati nel dicembre 2006 al costo di 140 milioni di dollari di singapore. La linea è entrata in servizio il 15 gennaio del 2007 ed è composta da due binari (uno per ogni senso di marcia) e vi sono 4 fermate lungo il percorso. I treni corrono dalle 7.00 del mattino fino alla mezzanotte e sono in grado di spostare 4.000 persone per ogni ora.

## Percorso
Il capolinea della monorotaia è situato all'interno dei centri commerciali HarbourFront e VivoCity. La linea oltrepassa subito il tratto di mare per poi raggiungere l'isola di Sentosa, dove sono situate le altre tre stazioni.
| Nome / Colore | Nome / Colore  | Nome / Colore      | Collegamenti                                                                                              | Apertura        | Nome di progettazione |
| Inglese       | Cinese · Tamil | Giapponese         | Collegamenti                                                                                              | Apertura        | Nome di progettazione |
| ------------- | -------------- | ------------------ | --- | --------------- | --------------------- |
| VivoCity      | 圣淘沙 · செந்தோசா  | セントーサ         | - North East Line e Circle Line alla Stazione di HarbourFront - Autobus alla HarbourFront Bus Interchange | 15 gennaio 2007 | Gateway               |
| Resorts World | 滨海 · வாடேர்ப்ரோன்ட் | ウォーターフロント | - Resorts World Sentosa – Autobus                                                                         | 1 Febbraio 2010 | Sentosa               |
| Imbiah        | 英比奥 · இம்பிஅஹ் | インビア           | - Madame Tussauds Singapore                                                                               | 15 gennaio 2007 | Merlion               |
| Beach         | 海滩 · கடற்கரை   | ビーチ             | - Beach Station Bus Terminal                                                                              | 15 gennaio 2007 | Palawan               |